# Нижний Регеж
Нижний Регеж (мар. Ӱлыл Регеж) — деревня в Куженерском районе Республики Марий Эл. Входит в состав Юледурского сельского поселения.

## География
Находится в северо-восточной части республики Марий Эл на расстоянии приблизительно 15 км на восток-северо-восток от районного центра посёлка Куженер.

## История
Известна с 1856 года как деревня Регежская, в ней было 27 дворов и 177 жителей. В 1874 году деревня входила в деревню с названием Верхний и Нижний Регеж. В деревне тогда было 24 двора, в ней проживали 130 марийцев. В 1925 году в деревне (уже Нижний Регеж) проживало 108 человек, в 1960 году было 30 дворов и 200 жителей. В советское время работал колхоз «У Регеж» и «Победа».
В 2025 году в состав деревни включена деревня Верхний Регеж.

## Население
Население составляло 90 человек (мари 100 %) в 2002 году, 70 в 2010.